# Świeradów-Zdrój
Świeradów-Zdrój là một thị trấn thuộc huyện Lubański, tỉnh Dolnośląskie ở miền tây nam Ba Lan. Thị trấn có diện tích 21 km². Đến ngày 1 tháng 1 năm 2011, dân số của thị trấn là 4448 người và mật độ 215 người/km².